# 射水市立放生津小学校
射水市立放生津小学校（いみずしりつ ほうじょうづしょうがっこう）は、富山県射水市中新湊にかつて存在した公立小学校。地表から見えないが、グラウンド地下2メートルの位置に放生津城の遺構がある。

## 沿革
- 1902年（明治35年）4月 - 新湊尋常高等小学校から分離し、放生津尋常小学校が開校[2]。
- 1924年（大正13年）- 校章制定。高岡市立西条小学校同様に鳩をモチーフとしており「放生津のハトポッポ」として親しまれている。
- 1925年（大正14年）4月 - 放生津尋常高等小学校と改称[2]。
- 1937年（昭和12年）4月 - 二の丸尋常小学校を統合し、新湊東部尋常高等小学校と改称[2]。
- 1941年（昭和16年）4月 - 国民学校令により、新湊東部国民学校と改称[2]。
- 1942年（昭和17年） - 放生津国民学校と改称[2]。
- 1947年（昭和22年） - 学制改革により、  高岡市立放生津小学校と改称。
- 1951年（昭和26年）
  - 1月1日 - 高岡市から分立した射水郡新湊町発足により、新湊町立放生津小学校と改称。
  - 3月15日 - 新湊町の市制施行により、新湊市立放生津小学校と改称。
- 1955年（昭和30年）9月 - 校舎竣工[3]。
- 1979年（昭和54年）7月 - プール竣工[3]。
- 1989年（平成元年）7月 - 現校舎竣工[3]。
- 2005年（平成17年）11月1日 - 平成の大合併による射水市発足により、射水市立放生津小学校と改称。
- 2025年（令和7年）
  - 3月18日 - 最後の卒業式挙行。最後の卒業生は13名だった[4]。
  - 3月23日 - 閉校式を挙行[5]。
  - 3月24日 - 最後の修了式挙行[4]。
  - 3月31日 - 閉校。なお、4月からは射水市立新湊小学校と統合し、射水市立新湊放生津小学校となるが、旧校舎は新湊放生津小学校の仮校舎として使用し、2027年4月に大規模改修を終えた旧新湊小学校の校舎に移転する予定[5]。

## 通学区域
放生津町8番～18番（旧・中町及び山王町）、桜町18番・19番、緑町6番、中央町13番・14番・20番(1号～14号)・21番～25番（上記3町ともに旧・獅子絵田）、立町、八幡町一丁目～八幡町三丁目、中新湊、二の丸町、越の潟町、海王町、堀岡108番地・109番地、堀岡新明神201番地・202番地・205番地・206番地・208番地・209番地

## 進学先中学校
- 射水市立新湊中学校

## 周辺
- 射水市立放生津保育園 - 射水市道をはさんで隣接。かつ、進学前保育園のひとつ。
- 万葉線中新湊駅
- 新港の森

## アクセス
- 万葉線中新湊駅から、学校正門まで、徒歩約235m・約4分。
  - 駅構内から学校正門まで直線距離は約75mほどだが、乗り場への通路の設置箇所（学校がある北側には駅への通路などは未設置）の関係で、約3倍の距離となる。